# Haggerston Castle
Haggerston Castle är ett naturområde i Storbritannien, namngett efter ett slott med samma namn. Det ligger vid kusten i grevskapet Northumberland i riksdelen England, 500 km norr om huvudstaden London.  Närmaste större samhälle är Berwick-upon-Tweed, drygt 11 km norr om Haggerston Castle. Idag syftar namnet Haggerston Castle i första hand på den omgivande semesterparken.

## Slottet
Slottet Haggerston Castle har anor från 1100-talet, då det byggdes som ett fort åt en släkt med namnet Haggerston. Detta var i en tumultartad tid, med frekventa  maktstrider i området. Slottet byggdes på en höjd, med strategisk utsikt över omgivningarna. Det har sedan dess genomlevt flera århundraden av både förstörelse och ombyggnation, och bär idag spår av flera olika arkitektoniska stilar.
Slottet övergavs runt 1930, och förföll under flera decennier. Det som finns kvar av slottet idag är framför allt det höga tornet byggt 1893, som dock är välbevarat och kan besökas. Slottet ägs idag av semesterparken Haggerston Castle Holiday Park. Högst upp finns en skybar med vid utsikt över semesterparken och Northumberlands landskap.

## Semesterparken
Semesterparken Haggerston Castle Holiday Park är ett stort område runt slottet och sju kringliggande sjöar. Där finns ett varierande utbud av förströelser som golfbana, spa, barnaktiviteter och vackra sjönära promenadstråk. Boende erbjuds husvagnar eller mer lyxiga stugor.

## Geografi och klimat
Haggerston Castle ligger 11 meter över havet.
Terrängen runt Haggerston Castle är platt. Havet är nära Haggerston Castle åt nordost. Runt Haggerston Castle är det ganska glesbefolkat, med 25 invånare per kvadratkilometer.  Trakten runt Haggerston Castle består i huvudsak av gräsmarker.